# Nässja distrikt
Nässja distrikt är ett distrikt i Vadstena kommun och Östergötlands län. 
Distriktet ligger vid Vättern, väster om Vadstena. 

## Tidigare administrativ tillhörighet
Distriktet inrättades 2016 och utgörs av en del av området som Vadstena stad omfattade till 1971, delen som före 1967 utgjorde Nässja socken.
Området motsvarar den omfattning Nässja församling hade vid årsskiftet 1999/2000.